# Килевик лиственный
Килевик лиственный, или килевик краснозадый (лат. Acanthosoma haemorrhoidale) — вид полужесткокрылых насекомых из семейства древесных щитников. Распространён в Европе — от Португалии восточнее до России, и южнее до Словении. Длина тела имаго 13—16 мм.
Встречаются на деревьях и кустарниках в лесистой и кустарниковой местности, на живой изгороди, в парках, садах и на кладбищах. Нимфы питаются листьями различных широколиственных растений. Кормовыми растениями были отмечены на представителях следующих семейств: сумаховые (сумах), берёзовые (ольха чёрная, берёза, лещина), буковые (дуб), розовые (боярышник однопестичный, рябина, тёрн), ивовые (осина), липовые (липа), кизиловые (кизил кровяно-красный). Насекомые иногда встречаются и на хвойных деревьях — кипарисовике, сосне, секвойе и тиса ягодном, редко — на крапиве двудомной.
В анабиоз впадают в стадии имаго. Весной вскоре после анабиоза начинают спариваться. Нимфы встречаются с мая по октябрь

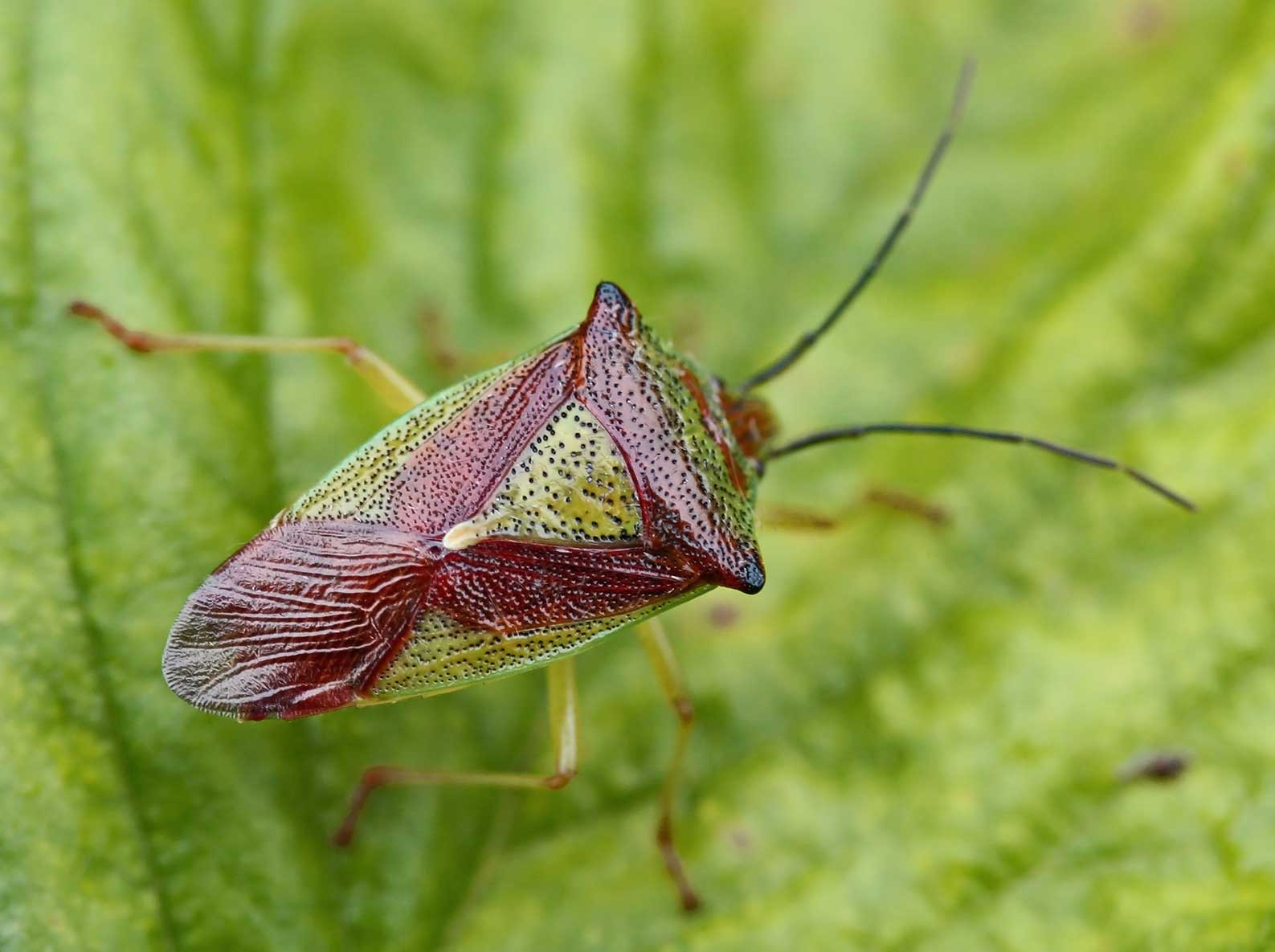
Килевик лиственный